# Новоукраїнське (Пологівський район)
Новоукраї́нське — село в Україні, у Малинівській сільській громаді Пологівського району Запорізької області. Населення становить 45 осіб. До 2018 орган місцевого самоврядування — Новозлатопільська сільська рада.

## Географія
Село Новоукраїнське знаходиться на лівому березі річки Солона, вище за течією на відстані 4 км розташоване село Ремівка, нижче за течією примикає село Степове. Річка в цьому місці пересихає.

## Історія
12 червня 2020 року, відповідно до Розпорядження Кабінету Міністрів України від № 713-р «Про визначення адміністративних центрів та затвердження територій територіальних громад Запорізької області», увійшло до складу Малинівської сільської громади.
19 липня 2020 року, в результаті адміністративно-територіальної реформи та ліквідації Гуляйпільського району, село увійшло до складу Пологівського району.

## Населення
Згідно з переписом УРСР 1989 року чисельність наявного населення села становила 69 осіб, з яких 32 чоловіки та 37 жінок.
За переписом населення України 2001 року в селі мешкало 45 осіб.

### Мова
Розподіл населення за рідною мовою за даними перепису 2001 року:
| Мова       | Відсоток |
| ---------- | -------- |
| українська | 97,78 %  |
| російська  | 2,22 %   |